# 天主教雷克雅未克教區
天主教雷克雅未克教區（拉丁語：Dioecesis Reykiavikensis）是羅馬天主教的一個教區，包括冰島全國。座堂位於首都雷克雅未克。
2010年，有9,625名教友，估轄區總人口3%。有5個堂區、16名司鐸、11名修士、32名修女。現任主教為皮耶爾·伯切爾。
天主教在宗教改革期間被廢除，直至1923年建立監牧區，1929年升為代牧區。1968年升為教區。
為斯堪地那維亞主教團成員。